# Плетеница
Плетеница је начин уређивања косе са намером да иста буде украс и/или да не смета у обављању свакодневних послова. Плетеница се састоји од два или више снопова власи који су обавијени један око другог у више преплетаја. Најчешћи носиоци плетеница су жене. Плетеницу знају називати и ројта, кита а понекад чак и кика, мада кика служи и као друге врсте снопа назив.